# Ravautiana jucunda
Ravautiana jucunda är en skalbaggsart som beskrevs av Marc Lacroix 1991. Ravautiana jucunda ingår i släktet Ravautiana och familjen Melolonthidae. Inga underarter finns listade i Catalogue of Life.